# Serkland
Serkland eller Særkland, det vil sige serkernes eller saracenernes land, betegner i den gammelnordiske litteratur landene ved Eufrat og Tigris, Mesopotamien samt Nordafrika, som i middelalderen var maurisk. I norrøne kilder som sagaer og runesten er "Serkland" eller "Særkland" navnet på abbasidekalifatet og sandsynligvis flere muslimske nabolande.
På trods af ligheden med "saracen" bliver stednavnet antagelig hentet fra særk ("kappe", "kjole") og land; det refererer til indbyggernes klæder. Det kan også være beslægtet med Sarkel, en by i khazarerriget.
En af Ingvarstenene, Gripsholmstenen, opstillet ca. 1040 ved Gripsholm, mindes en væring, Ingvar, der døde under et fejlslået plyndringstogt i Serkland. De øvrige runesten, der nævner Serkland, er Sö 131, Sö 279, Sö 281, Tillingestenen (U 785) og sandsynligvis den tabte runesten U 439.
Flere sagaer nævner Serkland: Ynglingesaga, Sörla saga sterka, Sörla þáttr, Sagaen om Sigurd Jorsalfar og Hjálmþés saga ok Ölvis. Det nævnes også af skjalden Þórgils fiskimaðr fra 1000-tallet, og skalden Þórarinn stuttfeldr fra 1100-tallet.